# معايير الوسائط المطبوعة
معايير الوسائط المطبوعة هي نشرة من قبل (الاتحاد الألماني لصناعات الطباعة والإعلام، برلين) متاحة على موقعهم الالكتروني. يحتوي المنشور على تعليمات حول كيفية إنتاج البيانات والادلة التي سيتم إرسالها إلى الطابعة
ويستند إلى معالج الوسائط الأوفست ، وبالتالي على معايير الأيزو ١٢٦٤٧و ١٥٩٣٠ . على هذا النحو، فهو بمثابة أساس للتعاون السلس بين العملاء ومزود خدمة الطابعة أثناء إنتاج الوسائط، ويغطي تنسيقات البيانات وتنسيقات الألوان وظروف الطباعة وسير العمل ووسائل التدقيق ومعاييرالدقة والتكوين و غير ذلك الكثير.
لا يُسمح بالطباعة إلا بالشروط المعتمدة في ايزو ١٢٦٤٧-٢ إلى -٦ . وفيما يتعلق بأشكال البيانات، ينبغي استخدام ملفات بي دي إف فقط (PDF/X-4 أو PDF/X-1a المثالية) وملفات تيف لتوصيل الصور الفردية. يجب تجنب الملفات المفتوحة. يجب تضمين ملفات تعريف ICC وظروف الطباعة المرجعية مع بيانات وسائط محايدة أو إتاحتها للمستلم.
يجب أن يحتوي دليل العقد المطابق لمعايير الوسائط المطبوعة على وسائط  شهادة FOGRA، وسجل القياس، وملفات تعريف الألوان المستخدمة، ووقت وتاريخ الإثبات. يجب قياس طباعة الوسائط. يجب إجراء قياس اللون وفقًا لمعيار ايزو ١٣٦٥٥: ٢٠٠٩ في وضع القياس M1 على خلفية بيضاء ويجب أن يكون التقييم المرئي للإثبات بما في ذلك مقارنته بالنسخ المطبوعة تحت إنارة قياسية وفقًا لمعيار ايزو ٣٦٦٤: ٢٠٠٩ (تم التأكيد عام ٢٠١٥) ).
تقترح الوسائط المطبوعة ثلاث عمليات سير عمل ممكنة: مسار "محايد للوسائط" ، وواحد "خاص بالوسائط" وواحد "خاص بالوسائط التقليدية" سير العمل المحايد للوسائط (ألوان RGB والفضاء اللوني ض أ ب وما إلى ذلك ؛ PDF/X-4) يقدم مزايا إذا لم يتم تحديد المطبعة التي سيتم استخدامها للطباعة ، مما يسمح بتعديل التركيبة السوداء. يتمثل عيب سير العمل "المحايد للوسائط" في درجة من عدم اليقين في العرض ، حيث يجب إجراء تخطيط النطاق اللوني باستخدام نية العرض الإدراكي غير المعيارية.

## تغييرات مهمة في إصدارات ٢٠١٦
نُشرت الطبعة الألمانية الثامنة في أغسطس ٢٠١٦ وحلت محل طبعة ٢٠١٠. تم نشر الوسائط المطبوعة ،  ٢٠١٦ - الترجمة الإنجليزية للطبعة الألمانية الجديدة - في فبراير ٢٠١٧. ومن بين أمور أخرى ، يغطي التحول إلى شروط الطباعة القياسية الجديدة للطباعة الملساء غير المباشرة التي تم تحديدها في عام ٢٠١٣ والتي أصبحت سارية المفعول لأول مرة من منصع بصري في الاعتبار وبالتالي تحسين جودة الإنتاج. لذلك يسرد شروط الطباعة القديمة أو الشروط الصالحة في الوقت الحالي بالتوازي مع الظروف الجديدة. يتم التعامل مع الجزء 7 (الأدلة) من معيار ايزو ١٢٦٤٧ بتفاصيل أكبر من ذي قبل ، وفي أكتوبر 2016 ، أصبح استخدام صيغة اختلاف اللون CIEDE2000 إلزاميًا للإثباتات. التغيير في صيغة اختلاف اللون ، التي تقدم وصفًا أفضل للتوحيد المرئي لمساحة اللون ، تغير أيضًا الأرقام السابقة لقيم الهدف والتفاوتات. ومع ذلك ، من الناحية العملية ، تظل مساحة المناورة كما هي إلى حد كبير.
تم توسيع وصف ظروف الطباعة القياسية لمختلف طرق الطباعة مثل الطباعة الملساء غير المباشرة والحفر والفليكس والصحف وطباعة الشاشة الحريرية من خلال إضافة خمسة تطبيقات طباعة رقمية نموذجية.
لقد تم إهمال القائمة الموحدة للمعلمات الورقية والإبلاغ عنها لسنوات عديدة ، لكن المعيار المعتمد في عام ٢٠١٤ ينبغي أن يُنشر الآن على نطاق أوسع وأن يصبح لا غنى عنه للتواصل المهني في تخطيط المنتجات المطبوعة.
يتم أيضًا إنتاج طباعة قياسية للوسائط بتنسيق جديد. استجابة للانتشار الحالي للأجهزة المتنقلة ، تم إنتاج مستند بي دي إف  المكون من ٧٨ صفحة بتنسيق أفقي من أجل ملاءمة شاشات العرض ، في حين تعمل روابط النص التشعبي الداخلية على تبسيط التنقل عبر المستند. توجِّه الإشارات إلى الفصل المقابل من معالج الوسائط الأوفست أو مراجعته المنشورة في يوليو ٢٠١٦ القارئ إلى معلومات أكثر تفصيلاً.
تعد معايير الوسائط المطبوعة ٢٠١٦ أول ترجمة باللغة الإنجليزية لمعيار الوسائط المطبوعة الألمانية منذ عام ٢٠٠٦. للأسف ، لا تخطط bvdm لنشر ترجمة باللغة الإنجليزية للإصدار الألماني من معالج الوسائط الأوفست ٢٠١٢/٢٠١٦ ، والذي تم التعرف عليه خارج حدود ألمانيا وأوروبا. هذا يجعل إصدار اللغة الإنجليزية من معايير الوسائط المطبوعة ٢٠١٦  أكثر أهمية للتواصل التقني ، لأنه يشير إلى نفس معايير ايزو.

## إضافات في إصدار 2018
تستجيب نسخة 2018 (التي حلت محل إصدار 2016 في مارس 2018) على الفور للتغييرات في عملية المعايرة الجارية. لأول مرة، يتم وصف المعايير والوسائل الخاصة بالألوان والتطبيقات متعددة الألوان.
وعلى وجه التحديد، أُدخلت الإضافات التالية:
- مساحة ألوان عمل مبادرة الألوان الأوروبية الجديدة (ECI) (أي مساحة ألوان التبادل eciCMYK CMYK)
- قيمة منحنيات SCTV (زيادة) لألوان التركيز وفقًا لمعيار ISO 20654
- إنشاء CxF / X-4 وتبادل بيانات الألوان الموضعية وفقًا لمعيار ISO 17972
- حالة طباعة قياسية منفصلة 6-B باستخدام ورق PSO SC-B v3 (FOGRA54) ECI
- ملفات تعريف ECI-PSR جديدة لنشر بالحفر
- PDF / X لمحتوى الطباعة الرقمية المتغيرة وفقًا لمعايير ISO 16612-2 PDF / VT و ISO 16613-1 PDF / VCR-1
- ميديا ويدج متعدد الألوان من Fogra
- قيم جديدة لدعم القياس الأبيض وأوضاع قياس M0 و M1 أكثر دقة وفقًا لمراجعة 2017 ISO 13655: 2009 ، لأن المنصع البصري يتطلب أجزاء محددة من الأشعة فوق البنفسجية في الإضاءة والقياس أثناء عمليات الإنتاج عالية الجودة

## روابط خارجية
- الاتحاد الألماني للطباعة والصناعات الإعلامية
- معايير الوسائط المطبوعة الانجليزية ٢٠١٨
- وسائل الإعلام الألمانية القياسية للطباعة ٢٠١٨ نسخة محفوظة 6 أبريل 2018 على موقع واي باك مشين.
- معالج الوسائط الأوفست
- سلسلة ايزو ١٢٦٤٧
- ايزو٥٣٩٧
- ورقة معلومات من FOGRA معيار للوسائط